# Abdourahmane Sow
Pour les articles homonymes, voir Sow.
Abdourahmane Sow, né le 14 mars 1942 à Cambérène et mort le 15 juillet 2023 à Dakar, est un homme politique sénégalais qui fut plusieurs fois ministre sous la présidence d'Abdou Diouf, notamment ministre de l'Intérieur.

## Biographie
Il est né le 14 mars 1942 à Louga.
En 1995 il devient ministre de l'Intérieur dans le troisième gouvernement de Habib Thiam, en remplacement de Djibo Leyti Kâ. Le général Lamine Cissé lui succède en janvier 1998.
En 1998 Abdourahmane Sow est nommé ministre de l'Urbanisme et de l'Habitat dans le gouvernement de Mamadou Lamine Loum.
Après avoir été ministre socialiste pendant plusieurs années, il est élu député libéral de Louga à l'Assemblée nationale, dont il devient le quatrième vice-président.
Abdourahmane Sow est marié et père de 7 enfants.
Abdourahmane Sow s'éteint dans la nuit du 14 au 15 juillet 2023 à Dakar à l'âge de 81 ans.